# Anne van de Wiel
Anne van de Wiel (nacida el 4 de junio de 1997) es una deportista neerlandesa que compite en atletismo. Ganó los títulos nacionales de heptatlón en 2019 y 2020.

## Primeros años de vida
Van de Wiel es oriunda de Breda, y su hermana gemela, Myke, también es deportista. Estudió sociología en la Universidad Erasmo de Róterdam. Ambas hermanas se mudaron posteriormente a Róterdam para entrenar.

## Trayectoria
Al principio de su carrera atlética, van de Wiel compitió principalmente en heptatlón. Ganó la medalla de plata en heptatlón en el Campeonato Neerlandés de 2017 en Utrecht.
En el Campeonato Neerlandés de Atletismo de 2022 celebrado en Apeldoorn en junio, van de Wiel ganó la medalla de bronce en los 400 metros.
En el Campeonato Neerlandés de Atletismo de 2019 en La Haya, celebrado en julio, van de Wiel ganó el heptatlón con un total de 5712 puntos.
Van de Wiel ganó el bronce en heptatlón en el NK Meerkamp en pista cubierta 2020. También participó en dos pruebas individuales en el Campeonato Neerlandés de Pista Cubierta de 2020, celebrado en Apeldoorn en febrero. Quedó cuarta en los 200 metros y octava en salto de longitud. Van de Wiel volvió a ganar el título del Campeonato Neerlandés de heptatlón en septiembre de 2020 en Emmeloord con una puntuación de 5756 puntos, estableciendo su mejor marca personal.

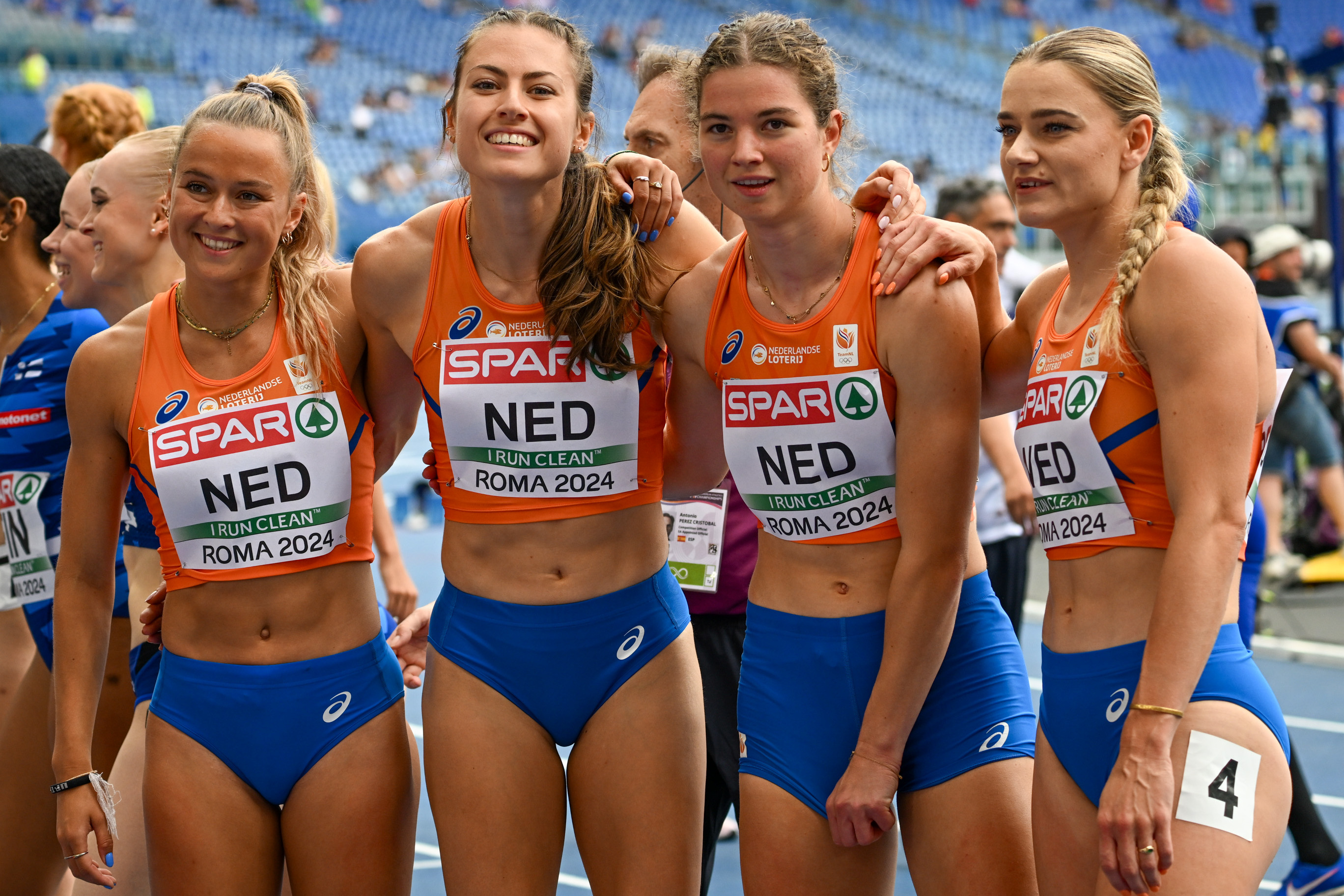
El equipo neerlandés, tras clasificarse para la final de relevo 4 × 400 metros en su ronda eliminatoria del Campeonato Europeo de 2024 en Roma. De izquierda a derecha: van de Wiel, Eveline Saalberg, Myrte van der Schoot y Lisanne de Witte.

En 2021, van de Wiel comenzó a especializarse en los 400 metros. En junio, bajó su mejor marca personal en la prueba a 53,46 segundos. Van de Wiel viajó con el equipo de relevos neerlandés a los Juegos Olímpicos de Tokio 2020, un sueño muy acariciado por ella, pero al final no compitió allí.
En el Campeonato Neerlandés de 2023 celebrado en Breda en julio, ganó la medalla de plata en los 400 metros vallas.
En mayo de 2024, van de Wiel bajó de los 53 segundos en los 400 metros, logrando la hazaña en dos ocasiones. En junio, compitió con el equipo neerlandés de relevo 4 × 400 metros en el Campeonato Europeo de Atletismo de 2024 en Roma. Van de Wiel participó en las eliminatorias, y Países Bajos terminó primero en la final, lo que le valió la medalla de oro. Viajó a los Juegos Olímpicos de París 2024 con el equipo neerlandés de relevos, pero no compitió.
Compitió en los Relevos Mundiales 2025 en China en el relevo femenino de 4 × 100 metros en mayo de 2025.